# Trolldryck

Kärleksdrycken, Evelyn De Morgan

En trolldryck är en påhittad magisk dryck (en form av elixir). Den ger i regel den som dricker den en speciell förmåga (jämför dopning) eller helar personen (jämför oral lösning).
Det finns många olika varianter av trolldryck, de förekommer flitigt i datorspel. Seriefiguren Asterix dricker trolldryck för att få övermänsklig styrka, medan hans kompanjon Obelix redan som barn trillade ner i en gryta med trolldryck (och därför är permanent stark). I operorna Tristan och Isolde av Wagner och Kärleksdrycken av Donizetti används trolldryck som ett medel för att överföra förälskelse. 
Ordet trolldryck, som betydelse för en dryck med övernaturlig kraft, har funnits i svenska språket sedan 1766.